# Limba Noastră cea Română
Limba Noastră cea Română (deutsch Unsere Sprache, die rumänische) ist ein staatlicher Feiertag in der  Republik Moldau, der seit 1990 am 31. August gefeiert wird. Er erinnert an den 31. August 1989, an dem Rumänisch die Amtssprache in Moldau wurde.

## Ursprung

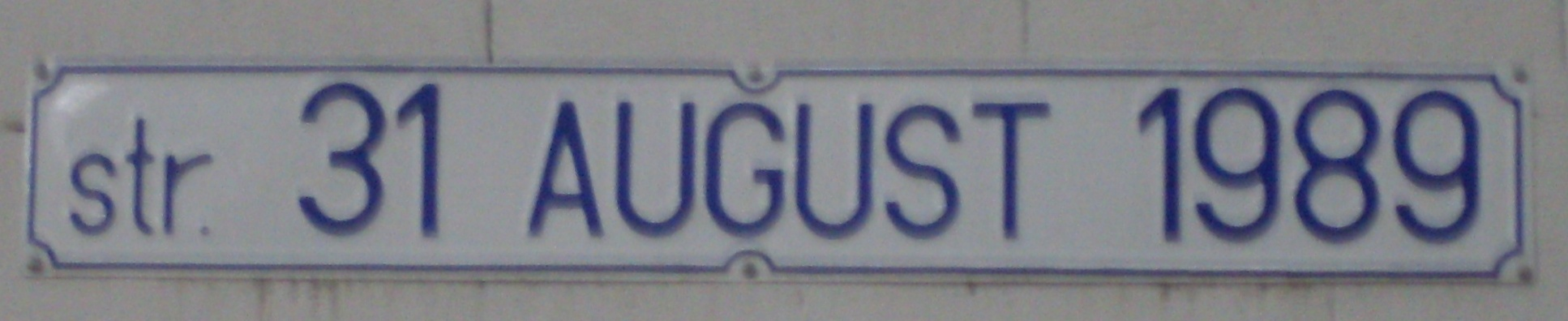
Straßenschild in Chișinău

Am 27. August 1989 gab es auf dem Piața Victoriei (deutsch Platz des Sieges) in Chișinău die größte Demonstration in der Geschichte der Moldauischen Sozialistischen Sowjetrepublik mit 750000 Teilnehmern. Ziel war die Unabhängigkeit von der Sowjetunion. Darauf musste das Land jedoch noch zwei weitere Jahre warten. Es wurde aber ein Teilerfolg erzielt. Wenige Tage später am 31. August erklärte der Oberste Sowjet der Moldauischen SSR Rumänisch zur Amtssprache und beschloss die Rückkehr zum lateinischen Alphabet.

## Festlichkeiten
In Chișinău beginnen die Feierlichkeiten jedes Jahr am Monument Stefans des Großen, wo Vertreter von Politik und Kultur Blumen niederlegen. Anschließend werden auch an den 60 Büsten in der benachbarten Aleea Clasicilor (deutsch Allee der Klassiker) Blumen niedergelegt. Im Laufe des Tages gibt es in der Stadt ein Open-Air-Konzert mit Musik moldauischer Komponisten. 2012 schloss sich auch Bălți mit einer ähnlichen Veranstaltung an.